# 松下Lumix DMC-FZ20

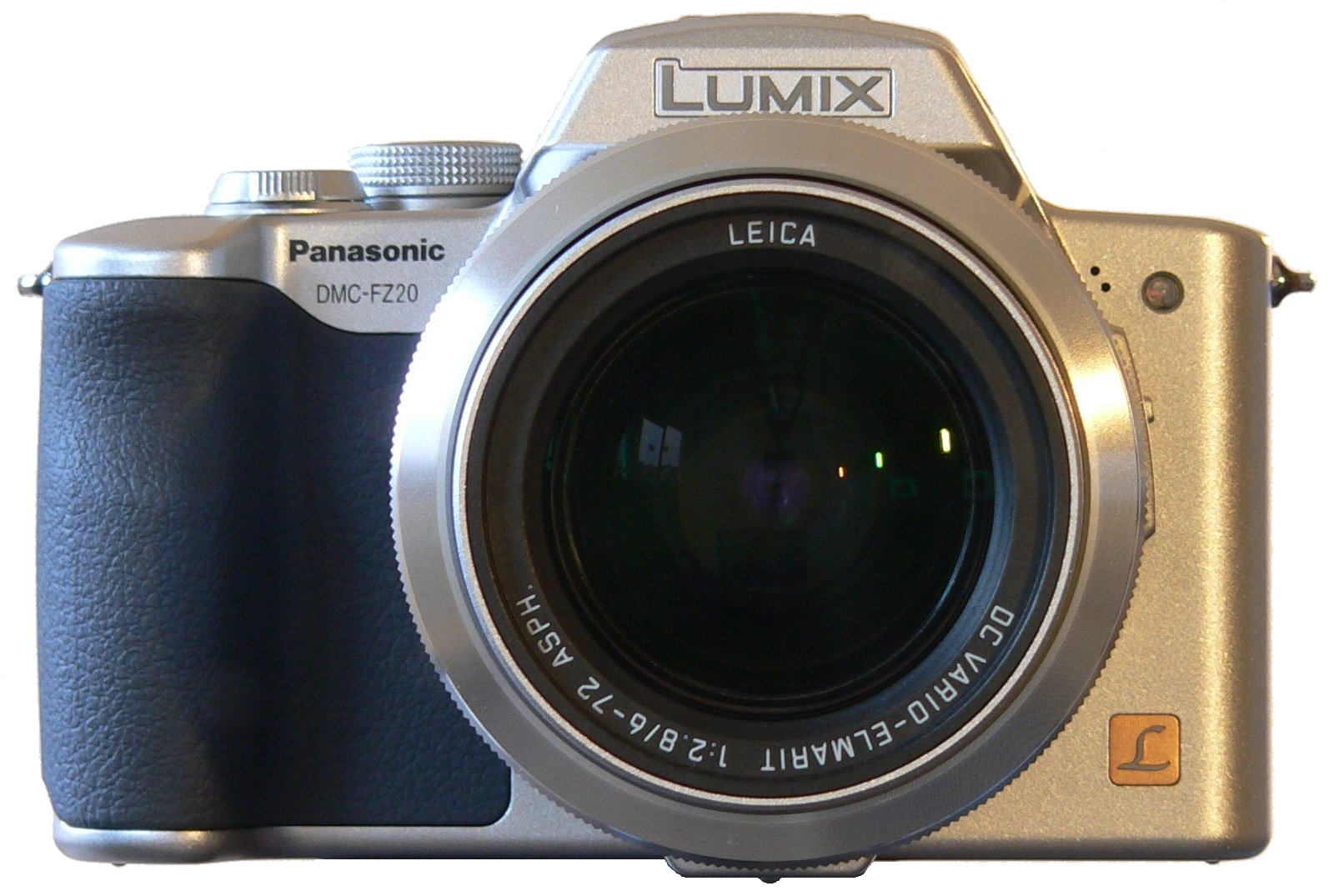
Lumix DMC-FZ20

Panasonic Lumix DMC-FZ20是由Panasonic生产的一款数码相机，发布于2004年8月，作为DMC-FZ10的后续版本。
相对于前作DMC-FZ10，FZ20像素提升到500万，光学变焦为12倍且带有防抖功能，又得益于Leica镜头，FZ20可以在变焦中保持最大光圈恒定F2.8。

## 主要参数
- 成像元件：1/2.5英寸CCD
- 显示：2英寸TFT显示屏
- 12倍光学变焦，f/2.8恒定光圈，OIS光学防抖
- 维纳斯二代影像处理器
- 短片拍摄：Motion JPEG格式（320×240、30fps），单声道

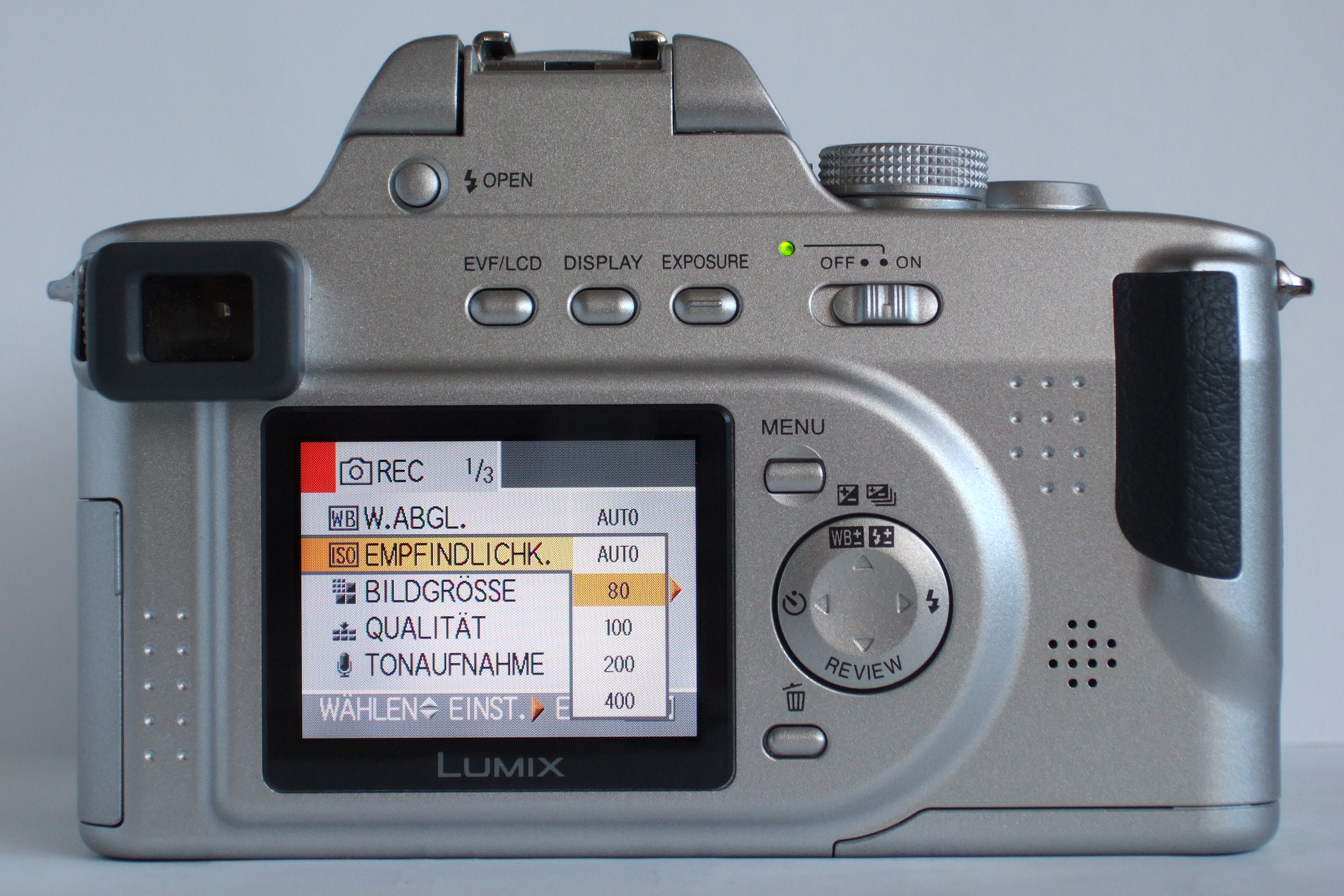
DMC-FZ20 背面

- 使用SD卡作为存储介质
- 使用锂离子电池